# دون كرايغ ويلي
دون كرايغ ويلي (بالإنجليزية: Don Craig Wiley)‏ هو عالم مناعة وأستاذ جامعي أمريكي، ولد في 21 أكتوبر 1944 في آكرون في الولايات المتحدة، وتوفي في 1 نوفمبر 2001 في ممفيس في الولايات المتحدة بسبب غرق.